# Didier Trono
Pour les articles homonymes, voir Trono.
Didier Trono, né en 1956 à Genève, est un virologue suisse et professeur à l'EPFL (École Polytechnique Fédérale de Lausanne). Il est connu pour ses recherches sur les interactions virus-hôte ainsi que pour le développement de vecteurs lentiviraux pour la thérapie génique.

## Biographie

### Origines et famille
Didier Trono naît en 1956 à Genève.
Il est marié à une psychologue et père de deux enfants.

### Études et parcours professionnel
Il obtient un doctorat en médecine de l'Université de Genève en 1982 et poursuit une formation clinique en médecine interne, pathologie et maladies infectieuses à Genève et au Massachusetts General Hospital de Boston. Il commence sa carrière scientifique en 1986 lorsqu'il rejoint le laboratoire de David Baltimore au Institut Whitehead pour la recherche biomédicale en tant que chercheur postdoctoral. Trono étudie alors les mécanismes moléculaires liés au poliovirus et à la pathogenèse du VIH[source secondaire souhaitée].  
En 1990, il est nommé professeur assistant au Salk Institute for Biological Studies, où il fonde un centre de recherche sur le SIDA. Il y contribue notamment à la compréhension des raisons pour lesquelles le VIH infecte spécifiquement les lymphocytes T auxiliaires humains et y développe une nouvelle classe de vecteurs viraux pour la thérapie génique. Ces vecteurs, de type lentiviral, sont basés sur le VIH et capables d'infecter les cellules non-mitotiques. Ils sont depuis lors utilisés dans le contexte clinique ainsi que pour la recherche fondamentale. En 1997, il est nommé professeur ordinaire à l'Université de Genève, où il devient chef du département de génétique et de microbiologie en 2000. En 2004, il est nommé professeur ordinaire à l'EPFL, où il est également doyen de la Faculté des sciences de la vie de 2004 à 2012. 
En 2016, Trono co-fonde l'initiative Health 2030[source secondaire souhaitée], un programme multicentrique et multidisciplinaire suisse qui vise à promouvoir le développement et l'exploitation des nouvelles technologies dans le domaine de la santé et de la médecine personnalisée.

## Recherches
Didier Trono dirige le laboratoire de virologie et de génétique de l'EPFL. Malgré un intérêt de longue date pour la biologie des virus et des infections virales, les recherches du laboratoire de Trono à l'EPFL s'orientent à présent vers l'étude des éléments génétiques mobiles appelés transposons et leur rôle dans la régulation de l'expression génétique chez les mammifères. Trono et ses collègues s'intéressent notamment au système 'KRAB'n'KAP', un réseau complexe d'interactions de quelque 400 protéines à doigts de zinc contenant des domaines KRAB et de leur cofacteur KAP1, qui est notamment impliqué dans la régulation épigénétique des rétroéléments et qui régule les programmes d'expression génique au cours du développement embryonnaire.

## Distinctions
En 2002, il reçoit le prix scientifique Leenaards[source secondaire souhaitée] pour ses contributions à la compréhension des facteurs génétiques de vulnérabilité aux infections à VIH. 
Didier Trono est élu membre de l'EMBO en 2009. 
Trono reçoit deux Advanced Grants du Conseil européen de la recherche en 2010 et 2015[source secondaire souhaitée] pour des projets liés à la régulation de l'expression génétique par les protéines à domaines KRAB ainsi que par les éléments transposables. Il reçoit également une bourse Proof of Concept en 2016 pour le développement d'une nouvelle méthode de diagnostic basée sur l'analyse des éléments transposables.